# Licença poética
Licença poética é um desvio intencional de regras estruturais que autores utilizam para se expressar em diversas artes.

Na poesia e na música, artistas costumam ignorar regras gramaticais para se expressarem com o público. Por exemplo, o primeiro verso do poema Indivisíveis, de Mário Quintana, ignora a concordância verbal para manter a métrica do verso e também simbolizar a união do eu lírico com seu par.
"O meu primeiro amor sentávamos numa pedra"

— Mário Quintana, Indivisíveis, Nariz de Vidro (1984)
Em outras obras, como obras de literatura e audiovisuais, a licença poética é geralmente aliada à suspensão de descrença do público, onde o autor pode usar ou ocultar certos elementos para melhorar sua comunicação com o público-alvo.